# Aryabhata (månekrater)
Aryabhata er resterne af et nedslagskrater på Månen. Det befinder sig i den østlige del af Mare Tranquillitatis på Månens forside og er opkaldt efter den indiske matematiker og astronom Aryabhata (476-550).
Navnet blev officielt tildelt af den Internationale Astronomiske Union (IAU) i 1979. 
Krateret er næsten helt dækket efter lavastrømme, og der findes nu kun en bueformet højderyg tilbage i maret. Den er dannet af den østlige halvdel af kraterets rand.
Krateret hed tidligere "Maskelyne E" og var derfor kategoriseret som satellitkrater til Maskelyne, før det blev omdøbt af IAU.